# Леда Космідес
Леда Космідес (нар. Травень 1957 р.) — американська психологиня, яка спільно зі своїм чоловіком, антропологом Джоном Тубі започаткувала дослідження еволюційної психології.
Космідес вивчала біологію в коледжі Редкліфф при Гарвардському університеті, здобувши ступінь бакалавра в 1979 році. У той час перебувала під впливом ідей відомого еволюційного біолога, свого наставника Роберта Л. Триверса. 1985 року Космідес здобула ступінь доктора філософії когнітивної психології в Гарварді. Закінчивши докторську роботу під керівництвом Роджера Шепарда в Стенфордському університеті, вона почала роботу в Каліфорнійському університету в Санта-Барбарі в 1991 році, а в 2000 році стала професором.
У 1992 р. Космідес спільно з Джоном Тубі та Джеромом Барковим видала свою головну працю «Адаптований розум: еволюційна психологія та походження культури». У ній викладено дослідницьку програму, в центрі якої еволюційне походження психіки людини. Вони з Тубі також стали співзасновниками та керівниками Центру еволюційної психології.
Космідес нагороджена премією Американської асоціації за удосконалення науки за наукові дослідження поведінки, відзнакою Американської психологічної асоціації 1993 року за стрімку кар'єру та внесок у психологію, стипендією Гуггенхайма та нагородою Pioneer Award Національного інституту охорони здоров'я 2005 року. Космідес входить у неформальний рейтинг 50 найвпливовіших психологів сучасності, який від 2018 до 2020 складає ресурс thebestschools.org [Архівовано 26 грудня 2020 у Wayback Machine.], станом на вересень 2020 року на 11-му місці (друга серед жінок, представлених у рейтингу).

## Вибрані публікації
Книги
- Barkow, J., Cosmides, L. & Tooby, J., (eds) (1992) The Adapted Mind: Evolutionary psychology and the generation of culture (New York: Oxford University Press).
- Tooby, J. & Cosmides, L. (2000) Evolutionary psychology: Foundational papers (Cambridge, MA: MIT Press).
- Cosmides, L. & Tooby, J. (in press) Universal Minds: Explaining the new science of evolutionary psychology (Darwinism Today Series) (London: Weidenfeld & Nicolson).

Статті
- Cosmides, L. & Tooby, J. (1981) Cytoplasmic inheritance and intragenomic conflict. Journal of Theoretical Biology, 89, 83—129.
- Cosmides, L. & Tooby, J. (1987) «From evolution to behavior: Evolutionary psychology as the missing link» in J. Dupre (ed.), The latest on the best: Essays on evolution and optimality (Cambridge, MA: The MIT Press).
- Cosmides, L. (1989) «The logic of social exchange: Has natural selection shaped how humans reason? Studies with the Wason selection task», Cognition, 31, 187—276.
- Cosmides, L. & Tooby, J. (1992) «Cognitive adaptations for social exchange», in Barkow, J., Cosmides, L. & Tooby, J., (eds) (1992) The adapted mind: Evolutionary psychology and the generation of culture (New York: Oxford University Press).
- Cosmides, L. & Tooby, J. (2003) «Evolutionary psychology: Theoretical Foundations», in Encyclopedia of Cognitive Science (London: Macmillan).
- Tooby, J. & Cosmides, L. (2005) «Evolutionary psychology: Conceptual foundations», in D. M. Buss (ed.), Handbook of Evolutionary Psychology (New York: Wiley).
- Cosmides, Leda; Tooby, John (2008). Evolution Psychology. У Hamowy, Ronald (ред.). The Encyclopedia of Libertarianism. Thousand Oaks, CA: SAGE; Cato Institute. с. 158—61. doi:10.4135/9781412965811.n99. ISBN 978-1412965804. LCCN 2008009151. OCLC 750831024.